# Itō Masanori
Itō  Masanori (japanisch 伊藤 正徳, geboren 18. Oktober 1889 in Mito, Präfektur Ibaraki, Japan; gestorben 21. April 1962) war ein japanischer Journalist, Autor und einer der führenden japanischen militärischen Kommentatoren. Er kannte viele der japanischen Marinekommandanten des Zweiten Weltkrieges persönlich und ist der Autor des Buches The End of the Imperial Japanese Navy, das im Jahre 1956 auf Japanisch (連合艦隊の最後: 太平洋海戦史 Rengō kantai no saigo: Taiheiyō kaisen shi, „Das Ende der Kombinierten Flotte: Geschichte des Pazifikkriegs“) und 1962 auf Englisch herausgegeben wurde und einen seltenen Einblick in die japanische Seekriegsführung im Zweiten Weltkrieg während des Pazifikkriegs bietet, von der Vorgeschichte über den Angriff auf Pearl Harbor bis zu den letzten blutigen Unternehmungen, als die amerikanischen Streitkräfte sich Japan näherten.

## Werke
- Masanori Itō: The End of the Imperial Japanese Navy. Jove Books, New York 1986, ISBN 0-515-08682-7 (Erstausgabe: W.W. Norton & Company, 1956).
- Masanori Itō: 連合艦隊の栄光: 太平洋海戦史 Rengō kantai no eikō: Taiheiyō kaisen shi (Ruhm der Kombinierten Flotte: Geschichte des Pazifikkriegs). 光人社, Tokio 1996, ISBN 4-7698-2128-X.